# Manfred Freitag (Drehbuchautor)
Manfred Freitag (* 4. Juni 1934 in Reichenbach; † 18. Juni 1995 in Potsdam) war ein deutscher Szenarist und Schriftsteller. Mit Joachim Nestler bildete er ein erfolgreiches Film-Autorenduo der DDR.

## Leben
Freitag gehörte „zur ersten Generation in der DDR ausgebildeter Filmstudenten“: Er studierte von 1956 bis 1960 unter anderem bei Wera und Claus Küchenmeister Dramaturgie an der Hochschule für Filmkunst in Potsdam-Babelsberg und arbeitete ab 1960 bei der DEFA. Gemeinsam mit Joachim Nestler schrieb er Drehbücher und Szenarien für zahlreiche Kinder- und Jugendfilme. Ihr Debüt als Drehbuchautoren hatten beide 1963 beim Kinderfilm Daniel und der Weltmeister. Beide adaptierten auch Märchenfilme für die Leinwand, darunter Sechse kommen durch die Welt (1972).
Der Film Denk bloß nicht, ich heule, für den er und Nestler das Szenarium geschrieben hatten, wurde nach 1965 im Zuge des 11. Plenums der SED verboten. In ihrem 1974 geschriebenen Drehbuch für den Film Johannes Kepler sahen Kritiker daher rückblickend auch „ihre eigenen Ketzer- und Bekennerkonflikte mit der Obrigkeit verarbeitet. Nicht nur Kepler hatte unter einer aufgeheizten, nach der Inquisition rufenden Stimmung zu leiden gehabt.“ Freitag und Nestler traten auch als Autoren zahlreicher Kinderbücher in Erscheinung.
Ab 1984 war Freitag als Dozent an der HFF tätig. Er verstarb 1995 im Alter von 61 Jahren in Potsdam.

## Filmografie
- 1961: Panzer 122
- 1963: Daniel und der Weltmeister
- 1963: Julia lebt
- 1965: Denk bloß nicht, ich heule
- 1965: Leben – wofür? (Kurzdokumentarfilm)
- 1966/1971: Der verlorene Engel
- 1967: Credo: Martin Luther – Wittenberg 1517
- 1970: Aus unserer Zeit (Episode 2 und 3)
- 1972: Sechse kommen durch die Welt
- 1974: Für die Liebe noch zu mager?
- 1974: Johannes Kepler
- 1975: Looping
- 1976: Unser stiller Mann (Mitarbeit)
- 1977: Wer reißt denn gleich vorm Teufel aus
- 1978: Jörg Ratgeb, Maler
- 1979: Schatzsucher
- 1980: Max und siebeneinhalb Jungen
- 1982: Wilhelm Meisters theatralische Sendung (TV)
- 1984: Die Geschichte vom goldenen Taler (TV)
- 1988: Die Weihnachtsgans Auguste
- 1988: Wir bleiben treu
- 1989: Zum Teufel mit Harbolla (Szenarium)

## Bücher
- 1967: Seemannsliebe
- 1982: Max und siebeneinhalb Jungen
- 1983: Der Entwurf oder Pfeifen hab ich nicht gelernt
- 1987: Dominik und die Räuber

## Auszeichnung
Am 4. Juli 1975 wurden Manfred Freitag und Joachim Nestler „für ihren Gesamtbeitrag bei der Entwicklung des Gegenwartsfilmschaffens des DEFA-Studios für Spielfilme“ mit dem Heinrich-Greif-Preis I. Klasse ausgezeichnet.